# Ceratinopsis rosea
Ceratinopsis rosea là một loài nhện trong họ Linyphiidae.
Loài này thuộc chi Ceratinopsis. Ceratinopsis rosea được Richard C. Banks miêu tả năm 1898.